# Dolomedes angolensis
Espèce
Synonymes
- Cispiolus angolensis Roewer, 1955

Dolomedes angolensis est une espèce d'araignées aranéomorphes de la famille des Dolomedidae.

## Distribution
Cette espèce est endémique d'Angola. Elle se rencontre vers Moçâmedes.

## Description
La femelle holotype mesure 10 mm.

## Systématique et taxinomie
Cette espèce a été décrite sous le protonyme Cispiolus angolensis par Roewer en 1955. Elle est placée dans le genre Dolomedes par Blandin en 1979.

## Étymologie
Son nom d'espèce, composé de angol[a] et du suffixe latin -ensis, « qui vit dans, qui habite », lui a été donné en référence au lieu de sa découverte, l'Angola.

## Publication originale
- Roewer, 1955 : « Araneae Lycosaeformia I. (Agelenidae, Hahniidae, Pisauridae) mit Berücksichtigung aller Arten der äthiopischen Region. » Exploration du Parc National de l'Upemba Mission G. F. De Witte, vol. 30, p. 1-420.